# 용감한 변호사
《용감한 변호사》(영어: ....And Justice for All)는 미국에서 제작된 1979년 법률 드라마 영화이다. 노먼 주이슨이 연출과 제작을 맡고, 알 파치노 등이 출연하였다.

## 출연진
- 알 파치노
- 잭 워든
- 존 포사이스
- 리 스트라스버그
- 크리스틴 라티
- 크레이그 T. 넬슨

## 제작
법원청사 지역을 포함한 볼티모어에서 촬영되었다.

## 기타 제작진
- 배역: 제인 파인버그, 마이크 펜턴
- 미술: 리처드 맥도널드
- 의상: 루스 마이어스

## 우리말 녹음
KBS 성우진 (1992년 5월 24일)